# Iwan Bakanow
Iwan Gennadijowycz Bakanow (ukr. Іван Геннадійович Баканов; ur. 2 maja 1975 w Krzywym Rogu) – ukraiński polityk i przedsiębiorca, szef Służby Bezpieczeństwa Ukrainy w latach 2019–2022; członek Rady Bezpieczeństwa Narodowego i Obrony (od 28 maja 2019 r.), pierwszy zastępca szefa Służby Bezpieczeństwa Ukrainy i szef Głównej Dyrekcji ds. Zwalczania Korupcji i Przestępczości Zorganizowanej Służby Bezpieczeństwa Ukrainy (maj – sierpień 2019).

## Życiorys
W 1997 r.ukończył studia na Kijowskim Narodowym Uniwersytecie Ekonomicznym. Drugie wykształcenie otrzymał w Kijowskiej Akademii Pracy Stosunków Społecznych i Turystyki.
Był kierownikiem przedsiębiorstwa producenckiego Studio „Kwartał 95” od stycznia 2013 roku. Przewodniczący partii Sługa Ludu od 2 grudnia 2017 do 27 maja 2019 roku.
Był uczestnikiem ekipy Wołodymyra Zełenskiego podczas kampanii prezydenckiej w 2019 roku i jego wieloletnim przyjacielem.

## Powołanie do SBU
22 maja 2019 roku Dekretem prezydenta Ukrainy został mianowany pierwszym zastępcą szefa Służby Bezpieczeństwa Ukrainy – szefem Głównej Dyrekcji ds. Zwalczania Korupcji i Przestępczości Zorganizowanej Służby Bezpieczeństwa Ukrainy.
Członek Rady Bezpieczeństwa Narodowego i Obrony (od 28 maja 2019 roku). Członek Narodowej Rady Polityki Antykorupcyjnej przy Prezydencie Ukrainy (od 17 lipca 2019).
Po rezygnacji Wasyla Hrycaka został Szefem Służby Bezpieczeństwa Ukrainy (od 29 sierpnia 2019 do 19 lipca 2022). Rada Najwyższa 9. kadencji powołała Iwana Bakanowa na szefa Służby Bezpieczeństwa Ukrainy.
Mówiąc o zreformowaniu całej SBU, myślę, że zajmuje to co najmniej trzy lata. Mówiąc o pierwszych skutecznych krokach, myślę, że jeden rok wystarczy.
- Iwan Bakanow, 29 sierpnia 2019 roku

## Stopnie wojskowe
Bakanow ma stopień oficerski porucznika. Stopień otrzymał w maju 2019 r. w celu uzyskania dostępu do informacji niejawnych. Sam Bakanow stwierdził, że nie będzie ubiegał się o wyższe stopnie wojskowe.

## Życie prywatne
Rodzina: Żona – Oksana Lazarenko, syn – Artur (student Kijowskiego Narodowego Uniwersytetu Ekonomicznego w latach 2014–2018).